# Kovács János (etnográfus)
Kovács János (Szeged, 1852. április 25. – Szeged, 1918. január 2.) etnográfus, állami távíróhivatali főnök.

## Élete
Kovács Mihály és Vetró Éva jómódú polgári szülők fia. Szegeden végezte középiskoláit; azután a budapesti egyetemen jogot hallgatott és ennek befejezte után a bölcseleti karon történelmet, modern és keleti nyelveket, művelődés- és művészettörténetet hallgatott 1878-ig. Időközben beutazta Nyugat-Európa országait; Hollandiában, Németországban, Svájcban, de főleg Olaszországban huzamosabb időt töltött és tapasztalatait, úti emlékeit a szegedi lapokban írta le. Előbb az ügyvédi pályára készült; de betegeskedése miatt az államszolgálatba lépett a távíróhivatalnál, ahol időközben szakvizsgálatot tett és az 1870-es évek végén szülővárosába került, ahol a köztörvényhatóság tagjává választották. Dáni Ferenc főispán már 1878-ban Szeged város tiszteletbeli jegyzőjévé nevezte ki; azonban Kovács megmaradt továbbra is állami hivatalában. Cikkeivel 1893-ban előmozdította Szeged város törvényhatósága elhatározását, hogy a szegedi egyetemre egymillió koronát ajánlott föl, a város monográfiáját megíratja és a közművelődésnek palotát emel, ahol a Somogyi-féle közkönyvtárt, képtárt és a múzeumot helyezi el. Mint az állami távíró főnöke a város kultúr- és közügyeiben közreműködött; tagja volt az iskolaszéknek, a könyvtárbizottság elnöke, több bizottság tagja; így a tudományos és szépirodalmi Dugonics Társaságnak, melynek létrehozásában 1892-ben szintén fáradozott, igazgatósági tagja és szépirodalmi osztályának elnöke volt.
Szerkesztette a Szegedi Képes Naptárt 1879-81-ben (ezekben cikkei: A szegedi veszedelem, A szegedi árvíz a költészetben, A szegedi czigányok, A Tiszára járók, Az utolsó betyár, A szegedi polgárőrök sat.), a Szegedi korcsolyázó egyesület Évkönyvét (1890-91.)
A Szeged monografiájában (Szeged, 1899.) ő írta a város helyrajzi, vízrajzi, természetrajzi és földtani leírását és Szeged népe c. néprajzi cikket.

## Munkái
- Szeged. Tájékoztató ismertetésül, Szeged, 1889. A város szines tér- és 30 látképével.[1]
- Szegedi emlékek. (Helytörténeti és néprajzi vázlatok.) Szeged, 1896. (Ism. Vasárnapi Ujság 1895. 42. sz. Szegedi Napló).
- Szabados János életrajza, költeményeivel, Szeged, 1897.
- Szeged és népe. Szeged, 1901.